# Gisela (zangeres)

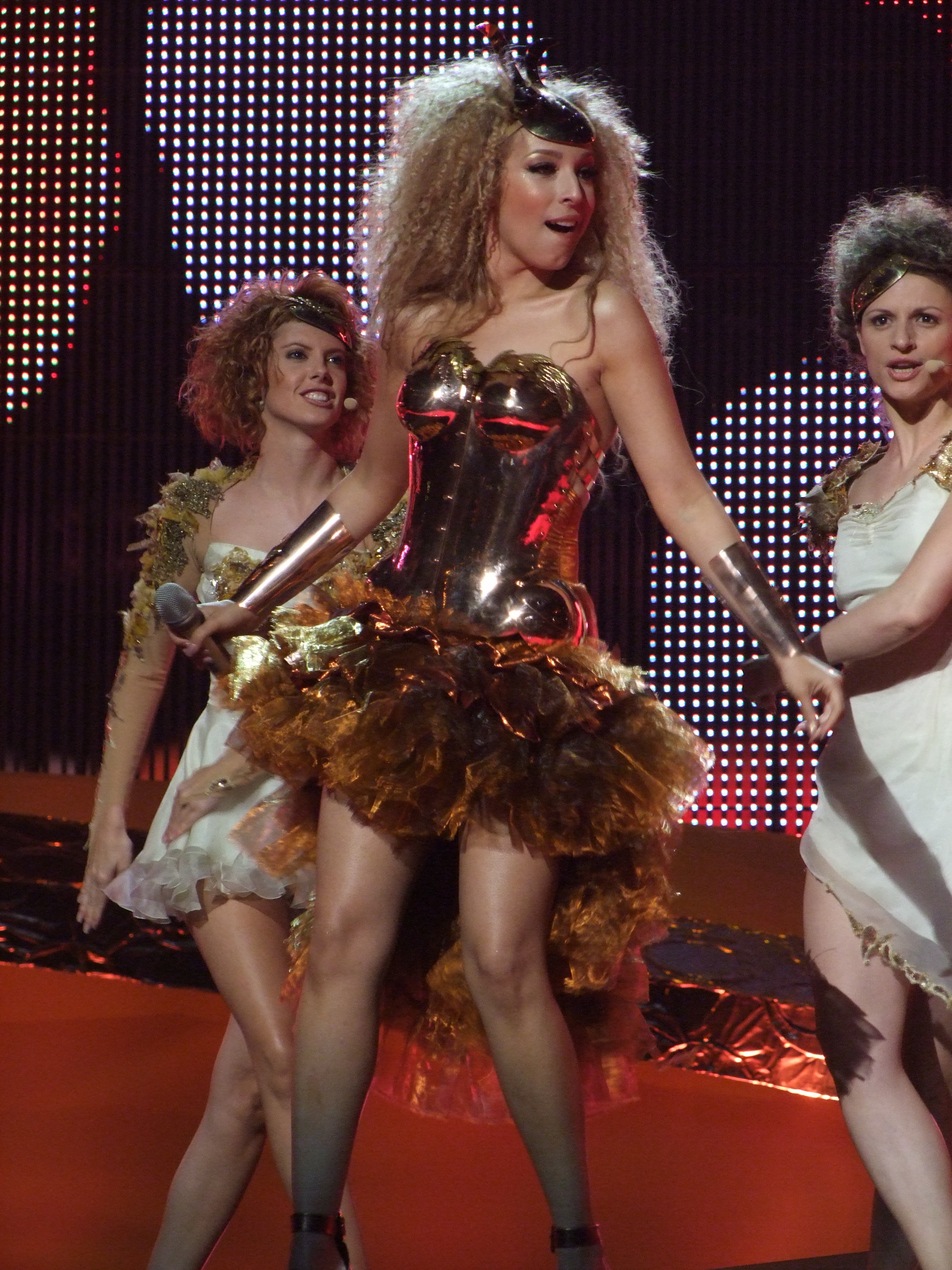

Gisela (Barcelona, 1 januari 1979), echte naam Gisela Lladó Cánovas, is een Spaanse popzangeres. Ze werd bekend in de eerste editie van Operación Triunfo in 2002 toen ze achtste werd.

## Biografie
Haar eerste album Parte De Mi kwam uit in 2002 en verkocht op enkele weken tijd meer dan 200 000 exemplaren. Op het Eurovisiesongfestival 2002 was ze achtergrondzangeres van Rosa, die Operación Triunfo gewonnen had.
Met het lied Este Amor Es Tuyo won ze het internationaal songfestival van Viña del Mar in Chili in 2003, waar ze ook de prijs kreeg voor beste stem.
Op het Eurovisiesongfestival 2008 vertegenwoordigde ze als leadzangeres de ministaat Andorra met het lied Casanova. Ze werd 16e in de halve finale met 22 punten. Haar opzienbarende outfit leverde haar de Barbara Dex Award op voor slechtst geklede artiest op het Songfestival.

## Discografie

### Singles
- 2002 - Aquella estrella de allá
- 2002 - Vida
- 2002 - Mil noches y una más
- 2002 - Ámame ahora y siempre
- 2003 - Este Amor es Tuyo
- 2003 - Más allá
- 2004 - Amor divino
- 2006 - Turú Turú
- 2006 - Mágica La Notte
- 2008 - Casanova